# Де лас Эрас Гавилан, Африка
А́фрика де лас Э́рас Гавила́н (исп. África de las Heras Gavilán; 26 апреля 1909 год, Сеута, Испанское Марокко — 8 марта 1988 год, СССР, Москва) — советская разведчица, полковник.

## Биография
Родилась 26 апреля 1909 года в городе Сеуте, Испанское Марокко. Отец — Сойло де лас Эрас Хименес, военный архивариус; мать — Виртудес Гавилан де Про, домохозяйка.
До 1923 года училась в Мадриде в колледже Святого сердца Иисуса (исп. Colegio Sagrado Corazón de Jesús), затем продолжила образование в монастырской школе в городе Мелилье.
В 1933 году, после скоропостижной смерти отца, Африка начала самостоятельную жизнь. Она окончательно переехала в Испанию, работала в Мадриде на текстильной фабрике, вступила в ряды Коммунистической партии и вскоре приняла участие в подготовке вооружённого восстания горняков в Астурии. После подавления восстания Африка более года находилась на нелегальном положении в подполье.

### Гражданская война в Испании
В 1936 году, с началом Гражданской войны в Испании, Африка де лас Эрас ушла на фронт и сражалась на стороне республиканцев, была делегатом компартии в правительстве Народного фронта.
В 1937 году она начала сотрудничать с советской внешней разведкой, войдя в состав её мадридской резидентуры. Выполняла её специальные задания в различных странах. Из-за бегства резидента Александра Орлова НКВД пришлось отозвать из Мексики своего агента Африку де лас Эрас, внедрённую в секретариат Троцкого ещё в Норвегии для организации его ликвидации. Она была хорошо знакома Орлову, и он мог бы её выдать. В конце 1938 года была нелегально переправлена в Советский Союз, где получила советское гражданство и стала работать в текстильной промышленности.

### Великая Отечественная война
В начале Великой Отечественной войны она добилась направления на фронт. Сначала попала в специальное медицинское подразделение Отдельной мотострелковой бригады особого назначения НКВД. Затем обучилась на ускоренных курсах радистов (окончила в мае 1942 года) и была направлена в формировавшийся разведывательно-диверсионный отряд «Победители» под командованием будущего Героя Советского Союза Дмитрия Николаевича Медведева, которому предстояло действовать на оккупированной немцами территории. В ночь на 16 июня 1942 года группа, в состав которой входила Африка, была сброшена на парашютах близ станции Толстый Лес на Западной Украине и для Африки началась боевая работа в тылу противника.
В конце 1944 года Африка вновь оказалась в Москве, где ей было сделано предложение о переходе на работу в нелегальное подразделение внешней разведки. С этого времени начались специальная подготовка, приобретение необходимых навыков для ведения разведки с нелегальных позиций. И вновь, теперь уже в мирное время, Африка оказалась на разведывательной работе.

### После войны
В январе 1946 года на автомашине она была переброшена из Берлина в Париж, где вскоре сумела надёжно обосноваться, выдавая себя за беженку, которая якобы в конце 1945 года перешла испано-французскую границу. В 1947 году Центром было принято решение направить Африку для разведывательной работы в Уругвай. В декабре 1948 года она завершила свои дела во Франции и выехала в страну назначения, в которой ей суждено было работать двадцать лет. Она поселилась в Монтевидео, где стала владелицей салона французской моды. Там собирались жены офицеров генерального штаба, дипломатов и бизнесменов, среди них разведчица подбирала кандидаток на вербовку.
В мае 1956 года она получила из Центра радиограмму, в которой сообщалось, что к ней в качестве резидента направляют «итальянского товарища». Разведчица выехала в столицу соседнего государства, где вскоре произошла встреча разведчиков-нелегалов. Согласно выработанной в Москве оперативной легенде-биографии, они должны были стать мужем и женой. Не задумываясь, она согласилась с поступившим от руководства предложением и заключила брак с незнакомым ранее человеком — Валентино Маркетти (настоящее имя — Джованни Антонио Бертони, оперативный псевдоним — Марко).
Африка с мужем приобрели лицензию на торговлю антиквариатом и купили дом в Монтевидео, первый этаж которого приспособили под магазин, а на втором этаже оборудовали фотолабораторию и радиостудию, первыми из советских нелегалов в Западном полушарии наладив двустороннюю устойчивую радиосвязь с Центром. Они торговали антиквариатом в разных странах Южной Америки и обзавелись там полезными связями. По заданиям Центра они провели конспиративные встречи с Сальвадором Альенде, бывшим тогда сенатором Чили, и с Эрнесто (Че) Геварой накануне его отплытия на яхте «Гранма» в составе отряда Фиделя Кастро для захвата власти на Кубе.
Хотя Патрия и Марко создали семейную пару по воле Москвы, чтобы способствовать выполнению поставленных перед ними важных разведывательных задач, их брачный союз оказался счастливым. Они прожили вместе восемь лет. 1 сентября 1964 года Марко скоропостижно скончался. После смерти мужа Африка продолжала активно работать ещё три года.
Осенью 1967 года Африка де лас Эрас покинула Латинскую Америку и вернулась в Москву. Однако ещё трижды ей пришлось выезжать в загранкомандировки для выполнения важных заданий.
С 1971 года Африка активно участвовала в воспитании молодого поколения разведчиков-нелегалов, передавая им свой опыт. Среди её учеников была семейная пара Виталий Вячеславович Нетыкса и его жена Тамара Ивановна, которые позже успешно работали разведчиками-нелегалами в Латинской Америке, были награждены орденами и медалями, а Виталию Нетыксе было присвоено звание героя Российской Федерации.
Готовила Африка де лас Эрас и героя Советского Союза Михаила Васенкова, советского и российского разведчика-нелегала в Перу и США с 1975 по 2010 годы.
Вышла в отставку в 1985 году. Однако связи с разведкой не теряла до последнего дня.
Скончалась 8 марта 1988 года на 79-м году жизни в Москве. Похоронена на Хованском кладбище.

## Награды
- За активное участие в боевых действиях и в партизанском движении — награждена орденом Красной Звезды, а также медалями «За отвагу» и «Партизану Отечественной войны» 1-й степени.
- За достигнутые результаты в нелегальной работе и проявленные при этом инициативу и настойчивость — была награждена вторым орденом Красной Звезды и второй медалью «За отвагу».
- В марте 1976 года Указом Президиума Верховного Совета СССР за особые заслуги была удостоена ордена Ленина, а в мае 1985 года — ей был вручён орден Отечественной войны 2-й степени.

## Память
Африке де лас Эрас посвящён ряд художественных произведений:
- фильм «Женщина под грифом „СЕКРЕТНО“» (Производство ООО «Студия АРТЕЛЬ», 2010 год, по заказу Первого канала) с Эстреллой Сапатеро в главной роли[6].
- книга Дмитрия Медведева «Это было под Ровно»[7]
- 12 марта 2019 года к 100-летию Службы внешней разведки в почтовое обращение вышла марка, посвящённая Африке де Лас Эрас.